# Daniel Gustafsson (översättare)
Daniel Gustafsson (tidigare Daniel Gustafsson Pech), född 1972, är en svensk författare och översättare. Gustafsson debuterade som skönlitterär författare 2019 med romanen Odenplan, som nominerades till Augustpriset, och översätter sedan 2009 litteratur från ungerska och engelska till svenska.
Han har översatt både romaner, diktsamlingar och dramatiska verk, bland annat av Attila Bartis, Krisztina Tóth, Péter Gárdos, László Villanyi, Elvis Costello, Garth Greenwell och László Krasznahorkai.

## Utmärkelser
- 2014 – Hedersomnämnande i samband med Årets översättning[9] för hans översättning från ungerska av László Krasznahorkais Motståndets melankoli (Norstedts).

| ”                                   | För att fantasifullt ha återgivit originalets bångstyrighet och samtidigt bevarat en pregnant gestaltning av människors utsatthet i en hotfull och karg miljö. | „ |
| – Juryn för Årets översättning 2014 | |   |

- 2018 – Svenska Akademiens översättarpris[10]

- 2024 – Årets översättning 2023 för översättning av László Krasznahorkais roman Herscht 07769, (Norstedts förlag, 2023)[11]

### Egna verk

#### Romaner
- 2019 –  Odenplan. [Stockholm]: Nirstedt/litteratur. Libris mwc815xxktvd3j7n. ISBN 9789198505528
- 2022 –  Fine de Claire. [Stockholm]: Nirstedt/litteratur. Libris 7n9v23055plkxzcn. ISBN 9789189389533

### Översättningar
- 2009 – Bartis, Attila. Stillheten: roman. Stockholm: Norstedt. Libris 11378556. ISBN 9789113018607
- 2010 –  Villányi, László. Under tiden. Serie Europa. Umeå: h:ström Text & kultur. Libris 11798285. ISBN 9789173271318
- 2014 – Krasznahorkai, László. Motståndets melankoli. Stockholm: Norstedt. Libris 16489051. ISBN 9789113054834
- 2015 – Krasznahorkai, László. Satantango. Stockholm: Norstedt. Libris 17841220. ISBN 9789113059457
- 2015 – Krusovszky, Dénes. Att gå sönder är så. Malmö: Rámus. Libris 18015467. ISBN 9789186703493
- 2015 – Tóth, Krisztina. Pixel. Stockholm: Tranan. Libris 17804155. ISBN 9789187179754
- 2015 – Gárdos, Péter. Gryningsfeber. Stockholm: Massolit. Libris 18467315. ISBN 9789176790120
- 2018 – Greenwell, Garth. Det som tillhör dig. [Stockholm]: Norstedts. Libris 21700795. ISBN 9789113076317
- 2019 – Seisenbacher, Maria: Sitta lugnt med ordentliga skor. Ellerströms. Översatt tillsammans med Cecilia Hansson. ISBN 9789172475441
- 2020 – Nádas, Péter, Illuminerade detaljer 1 : minnesblad ur ett författarliv. Albert Bonniers förlag ISBN 9789100173784